# Телохранител (филм)
Телохранител или Йоджимбо (на японски: 用心棒; на английски: Yojimbo) е черно-бял филм на японския режисьор Акира Куросава от 1961 г. по мотиви от „Червената жътва“ и „Стъкленият ключ“ на Дашиъл Хамет.

## Сюжет
Внимание:  Текстът по-долу разкрива сюжета на произведението (или части от него)!
През 1860 година идва краят на династията Токугава. Самураят Санджуро Кувабатаке остава без господар. Ронинът е изправен пред един променящ се свят, в който търговците изместват самураите, а огнестрелното оръжие – мечовете. Бродейки наслуки Санджуро попада в малък град, тероризиран от две банди, оспорващи си търговията с коприна и хазарта. Гостилничарят съветва самурая да напусне мястото, колкото се може по-бързо. Градският стражар Хансуке му препоръчва да постъпи като телохранител при някой от двамата главатари, като не пропуска да поиска за себе си дял от бъдещото му възнаграждение. След сблъсък с хората на един от главатарите (Уши-Тора), където Санджуро демонстрира уменията си с меча, всяка от шайките се опитва да го привлече на своя страна. Самураят започва опасна игра, лавирайки между двете групировки. Положението особено се усложнява, когато в градчето се завръща по-малкият брат на Уши-Тора, Уносуке. Той притежава едно ново за Япония оръжие – револвер. Сейбей, към чиято група е решил да се присъедини Санджуро, смята да се „отърве“ от него, веднага щом унищожи Уши-Тора. Самураят не се плаши от тежкото положение. Нещо повече – той е решил да изчисти града и от двете банди.

## Актьори и персонажи
- Тоширо Мифуне – Санджуро Кувабатаке (Санджуро – тридесетгодишен, Кувабатаке – черничева градина), самурай – ронин.
- Тацуя Накадаи – Уносуке, стрелецът, по-малък брат на Уши-Тора и противник на Санджуро.
- Йоко Цукаса – Нуи, жената на Кохей.
- Сейзабуро Кавазу – Сейбей, съдържател на бордей, главатар на едната шайка.
- Изусу Ямада – Орин, коварната жена на Сейбей.
- Еиджиро Тоно – Гонджи, добродушният гостилничар, у когото отсяда Санджуро.
- Дайсуке Като – Инокичи, дебилният брат на Уши-Тора.
- Йосуки Нацуки – синът на Кохей.

- Такаши Шимура – Токуемон, пивовар, намесва се в изкупуването на коприна.
- Хироши Тачикава –  Йоичиро, син на Сейбей.
- Каматари Фуджиуара – Тазаемон, търговец на коприна, бивш кмет на града.
- Атсуши Уатанабе – бъчвар, майстор на ковчези и гробар.
- Икио Савамура – Хансуке, страж на града, мъчи се да се присламчи към Санджуро като негов „агент“.
- Сусуми Фуджита – Хомма, учител по фехтовка при шайката на Сейбей.
- Каю Сазанка – Уши-Тора (Уши – бивол, Тора – тигър), бивш помощник на Сейбей, понастоящем главатар на другата шайка.
- Йошио Цушия – Кохей, съпруг на Нуи.

## Екип
- Сценарий – Риузо Кикушимо и Акира Куросава
- Режисьор – Акира Куросава
- Оператор – Кацуо Миягава
- Композитор – Масару Сато
- Художници – Йоширо Мираки (костюми)
- Продуцент – Акира Куросава

## Награди
- 1961 г. – Приз в категорията „Най-добър актьор“ за Тоширо Мифуне на Международния кинофестивал във Венеция.
- 1962 г. – Приз „Синя лента“ в категорията „Най-добър актьор“ за Тоширо Мифуне от Блу Рибън Ауърдс

(Blue Ribbon Awards), Токио.
- 1962 г. – Приз в категорията „Най-добър актьор“ за Тоширо Мифуне от Кинема Джънпо Ауърдс (Kinema Junpo Awards),

Токио.

## Номинации
- 1961 г. – Номинация за „Златен лъв на св. Марко“ за Акира Куросава на Международния кинофестивал във Венеция.
- 1962 г. – Номинация за „Оскар“ в категорията „Най-добър художник по костюмите в черно-бял филм“ за Йоширо Мираки.

## Римейк
- „За шепа долари“ („Per un pugno di dollari“) на Серджо Леоне от 1964 г.